# Centro Universitário Maria Antônia da Universidade de São Paulo
O Centro Universitário Maria Antonia é um órgão da Pró-Reitoria de Cultura e Extensão Universitária da Universidade de São Paulo, que promove exposições de arte moderna e contemporânea, cursos na área de humanidades, seminários, debates e outros eventos, com destaque para o diálogo entre as diversas linguagens artísticas. O Maria Antonia, como é conhecido, ocupa a antiga sede da Faculdade de Filosofia, Ciências e Letras da Universidade de São Paulo, juntamente com o Teatro da USP, em um conjunto de edifícios considerado patrimônio histórico da cidade.
O Maria Antonia é considerado um ponto relevante de divulgação da produção da Universidade de São Paulo em suas várias esferas e um espaço voltado para o intercâmbio do conhecimento gerado dentro e fora da Universidade. O complexo oferece diversas atividades didáticas, dentre elas: cursos, seminários, oficinas de gravura, fotografia, desenho e pintura.
A Fundação Bienal de São Paulo e o Instituto de Arquitetos do Brasil premiaram o projeto de reforma e restauro do Centro Universitário, na Categoria Institucional Não-Executado do Prêmio Votorantim de Arquitetura – Exposição Geral de Arquitetos, desenvolvido pelo escritório de arquitetura UNA Arquitetos.

## História

### Liceu Nacional Rio Branco
O conjunto dos edifícios da Rua Maria Antônia foi construído em 1930, originalmente para servir o Liceu Nacional Rio Branco, a pedido do professor e diretor da escola Antônio de Sampaio Dória, que reservou o último andar do prédio para ser sua residência.
A ideia da construção da instituição de ensino ocorreu em meio à uma reunião no dia 25 de setembro de 1926, na casa de Savério Cristófaro, na qual estiveram presentes: Antônio de Sampaio Dória, Roldão Lopes de Barros, Almeida Júnior, Lourenço Filho, Guilherme Merbach. Estes viram no Liceu uma maneira de pôr em prática uma forma de ensino considerada inovadora, defendida por Antônio de Sampaio Dória e Lourenço Filho.
A escola era frequentada pela classe alta da população, filhos de fazendeiros e de famílias tradicionais brasileiras. Inicialmente, a sede do edifício era na Rua Dr. Vila Nova, e desde a origem era um internato. Posteriormente, para ampliar as instalações, o prédio na Rua Maria Antônia foi adquirido. Neste edifício funcionava laboratórios, biblioteca, quadra de esporte, piscina, auditório, além de dependências especiais, como dormitórios e refeitório.
Na forma de ensino, buscava-se a educação moral, cívica e conhecimentos das ciências naturais. Para isso, fazia parte, do dia a dia dos alunos, o aprendizado de leitura, escrita, cálculo, o desenvolvimento de práticas mentais, a habilidade de observar, imaginar e concluir. Além destes aspectos, também estava incluído, o zelo pela saúde, por meio da atividade física e os conhecimentos de higiene.

### Faculdade de Filosofia, Ciências e Letras da USP

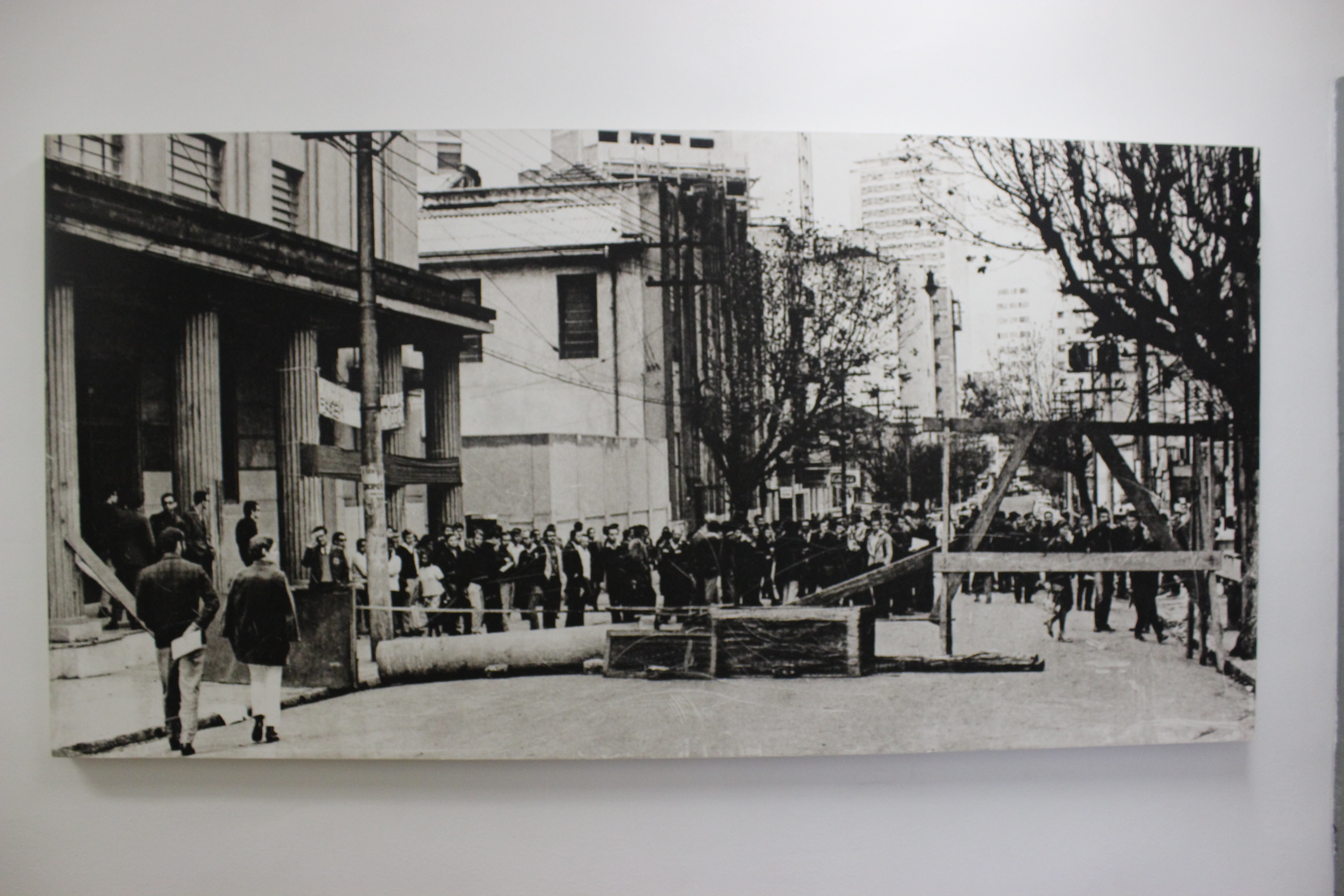
Foto antiga do Centro Universitário Maria Antonia da Universidade de São Paulo

Após ter passado por variados endereços da cidade de São Paulo, como a Alameda Glete, a Av. Brigadeiro Luiz Antônio e a Praça da República, em 1949, a reitoria da USP adquiriu os prédio localizados na Rua Maria Antônia. Foi instalada, no edifício Rui Barbosa, a sede da Faculdade de Filosofia, Ciências e Letras da USP (FFCL). A faculdade recebeu o nome de Maria Antonia, pelo movimento estudantil, devido ao novo endereço.
O bairro Vila Buarque, onde a nova sede tinha se instalado, era composto por diversas instituições de ensino como a Faculdade de Arquitetura e a Faculdade de Economia, ambas da USP, além da Universidade Presbiteriana Mackenzie, da Escola de Sociologia e Política e da Fundação Armando Álvares Penteado. O centro da cidade era visto como um campus universitário e a Faculdade de Filosofia, Ciências e Letras da USP era o pólo político e cultural da região.
De 1949 a 1968, período em que a faculdade da USP funcionou no prédio, muitas das principais personalidades brasileiras lecionaram e estudaram na instituição, em vários campos da política, da cultura e da ciência, tais como o ex-presidente Fernando Henrique Cardoso, o sociólogo Florestan Fernandes, dentre muitos outros.
O prédio tem uma alta relevância cultural e política, pois durante a Ditadura militar no Brasil (1964–1985), instaurada em 1964, o espaço foi palco da resistência do movimento estudantil, que lutou pela volta da democracia. Em 1968, entre os dias 2 e 3 de outubro, houve um real confronto, no qual foi usados todos os tipos de armas:tijolos, revólveres, coquetéis molotov e bombas de gás lacrimogênio. O confronto recebeu o nome de Batalha da Maria Antônia, envolvendo alunos da Faculdade de Filosofia, Ciências e Letras da USP, considerados politicamente de esquerda, e integrantes do Comando de Caça aos Comunistas, considerados politicamente de direita,. infiltrados na Universidade Mackenzie. O grupo de Comando de Caça aos Comunistas era formado por estudantes e policias, entre eles, alguns recebiam treinamento militar e andavam armados. Atuavam com a intenção de impedir um avanço do comunismo e da esquerda no Brasil.

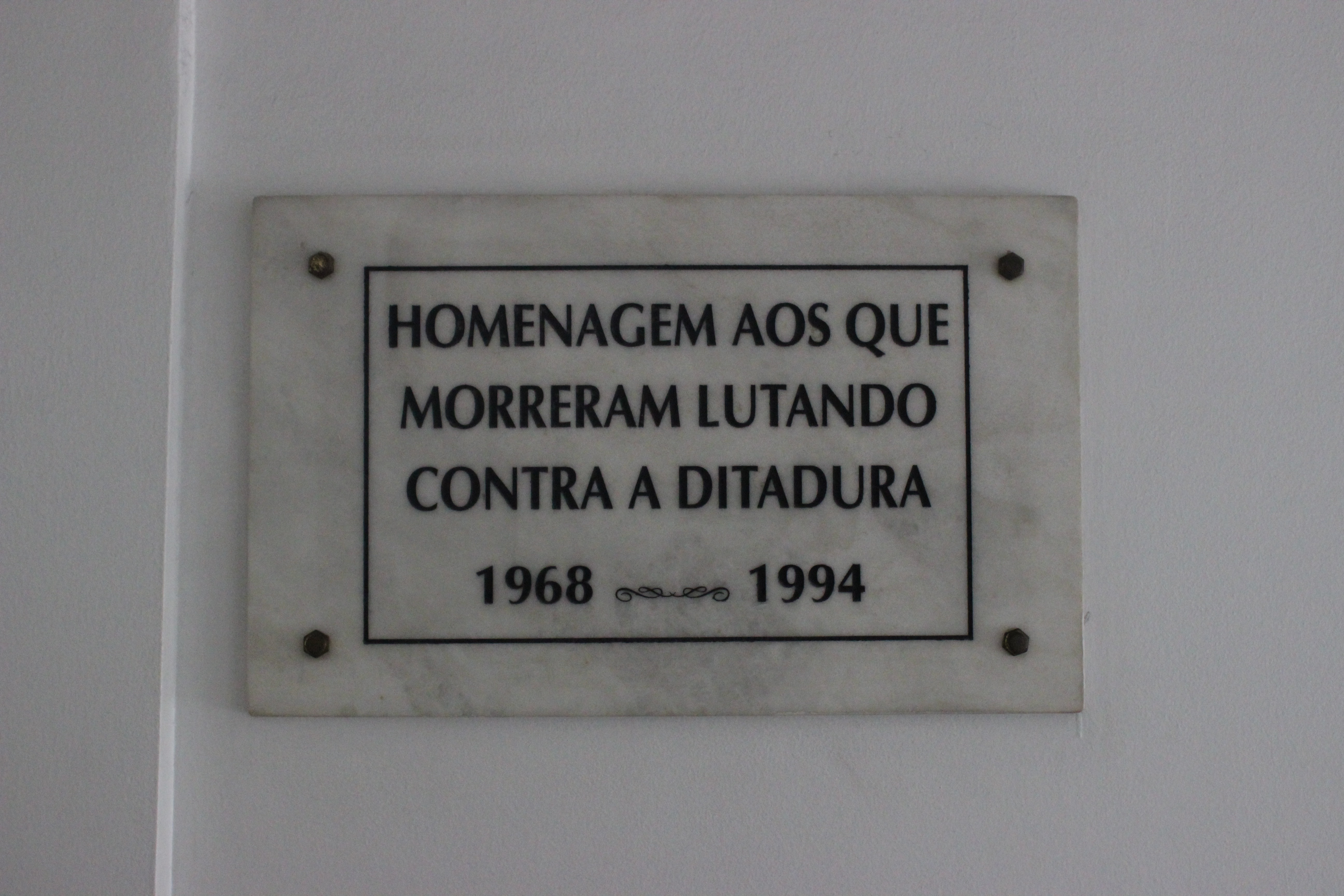
Placa de homenagem na parede do Centro Universitário Maria Antonia da Universidade de São Paulo

Durante o confronto, o estudante secundarista José Guimarães, de 20 anos, foi vítima de uma bala disparada das instalações do Mackenzie e atribuída a um integrante do C.C.C. Houve também a invasão e depredação do prédio. Em meio ao confronto, o prédio foi violentamente tomado por forças policiais. Os estudantes que se encontravam no interior do prédio foram presos e foi decretado o fechamento do edifício. A Faculdade foi, então, transferida para o campus da Cidade Universitária, no Butantã, e os prédios destinados a outro uso pelo Governo do Estado. O Edifício Joaquim Nabuco, por exemplo, foi entregue a um setor da administração carcerária. Na década de 70, o edifício Rui Barbosa passou a abrigar a Junta Comercial do Estado de São Paulo.
Em 1985, o edifício principal foi tombado pelo CONDEPHAAT - Conselho de Defesa do Patrimônio Histórico, Arqueológico, Artístico e Turístico por sua importância histórica. A partir de 1991, os prédios do conjunto começaram a ser devolvidos à USP. O edifício principal foi reaberto em 1993, como Centro Universitário Maria Antonia, com o intuito de criar um centro de discussão e de novas experiências no campo da cultura, da arte e dos direitos humanos. Em 2012, o edifício Joaquim Nabuco, que também pertencia à USP, passou a receber as exposições do Centro Universitário Maria Antonia. Dessa forma, a USP voltava a exercer mais uma vez um papel ativo no centro da capital paulista, do qual tinha sido expulsa nos anos mais duros da ditadura militar.
O prédio no hall de entrada mantém nos dias de hoje, uma placa em homenagem aos que morreram lutando contra a ditadura.

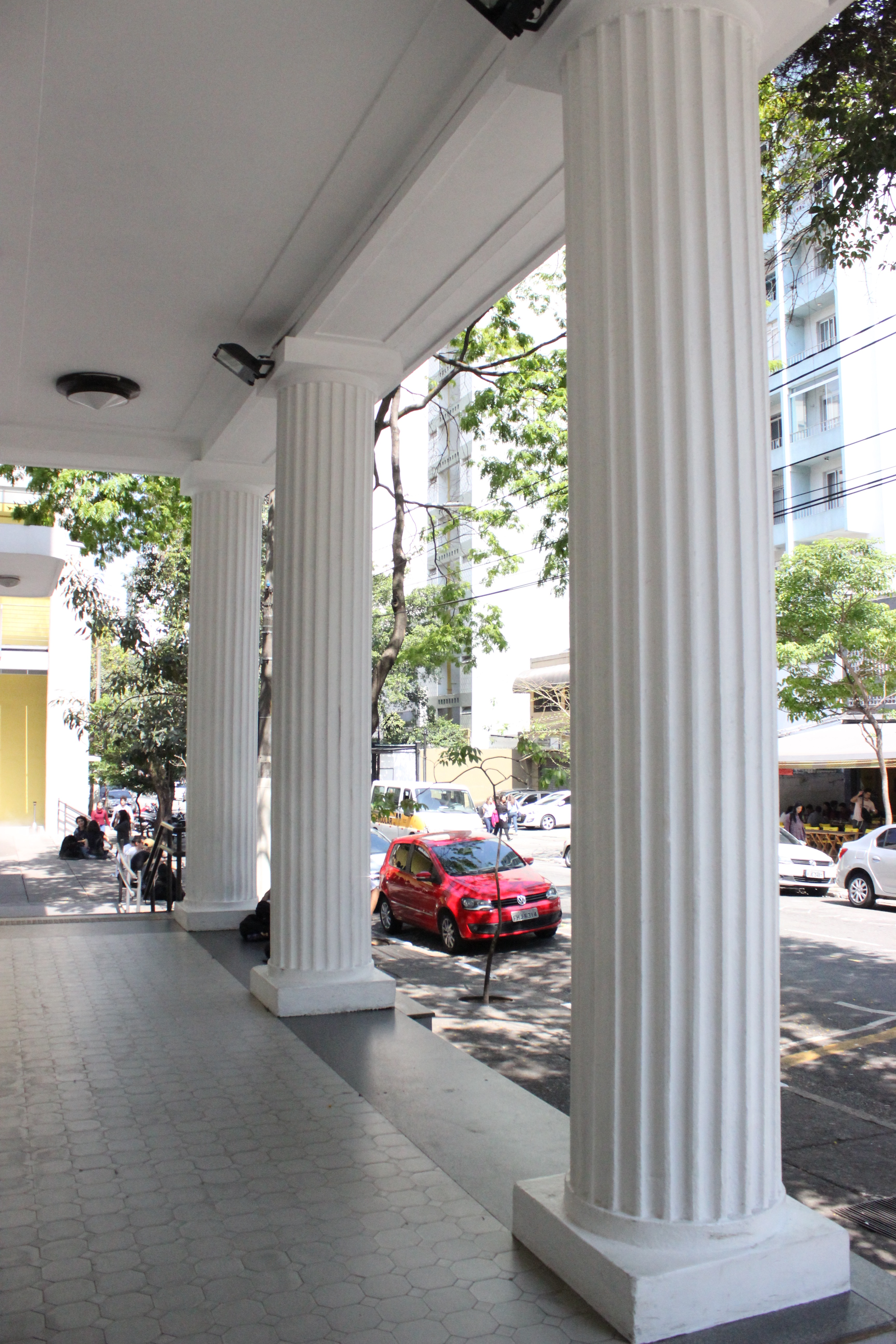
Pilares da entrada do Centro Universitário Maria Antonia da Universidade de São Paulo

## Significado Histórico e Cultural
O edifício tem área total de 5.800 metros quadrados. É composto por cinco andares e subsolos, que em sua planta tem um formato em L. A fachada principal é voltada para a Rua Maria Antônia, a qual é simétrica e se destaca pelas seis colunas que sustentam a marquise do prédio. As instalações foram feitas buscando a funcionalidade, logo, apresentam um desenho mais simples. O Centro Universitário Maria Antonia não é tido como um bem de relevância arquitetônica.
O processo de tombamento teve início em 1985, à pedido do Departamento do Patrimônio Histórico da Prefeitura de São Paulo, foi efetivado em 1988 pelo CONDEPHAAT(órgão responsável pelos tombamentos do estado de São Paulo). Posteriormente, foi tombado pelo Conpresp(órgão responsável pelo tombamento no âmbito municipal) em 1991.
O tombamento tem como objetivo a preservação do prédio, pois, é considerado de importância política e cultural, era um marco da reorganização da educação proposta desde os anos 30, foi palco do movimento estudantil de oposição à ditadura nos anos 60, foi um núcleo de intelectuais defensores da liberdade de pensamento e resistência à ditadura e foi sede da luta da comunidade acadêmica uspiana em favor de setor populares.

## O Maria Antonia hoje

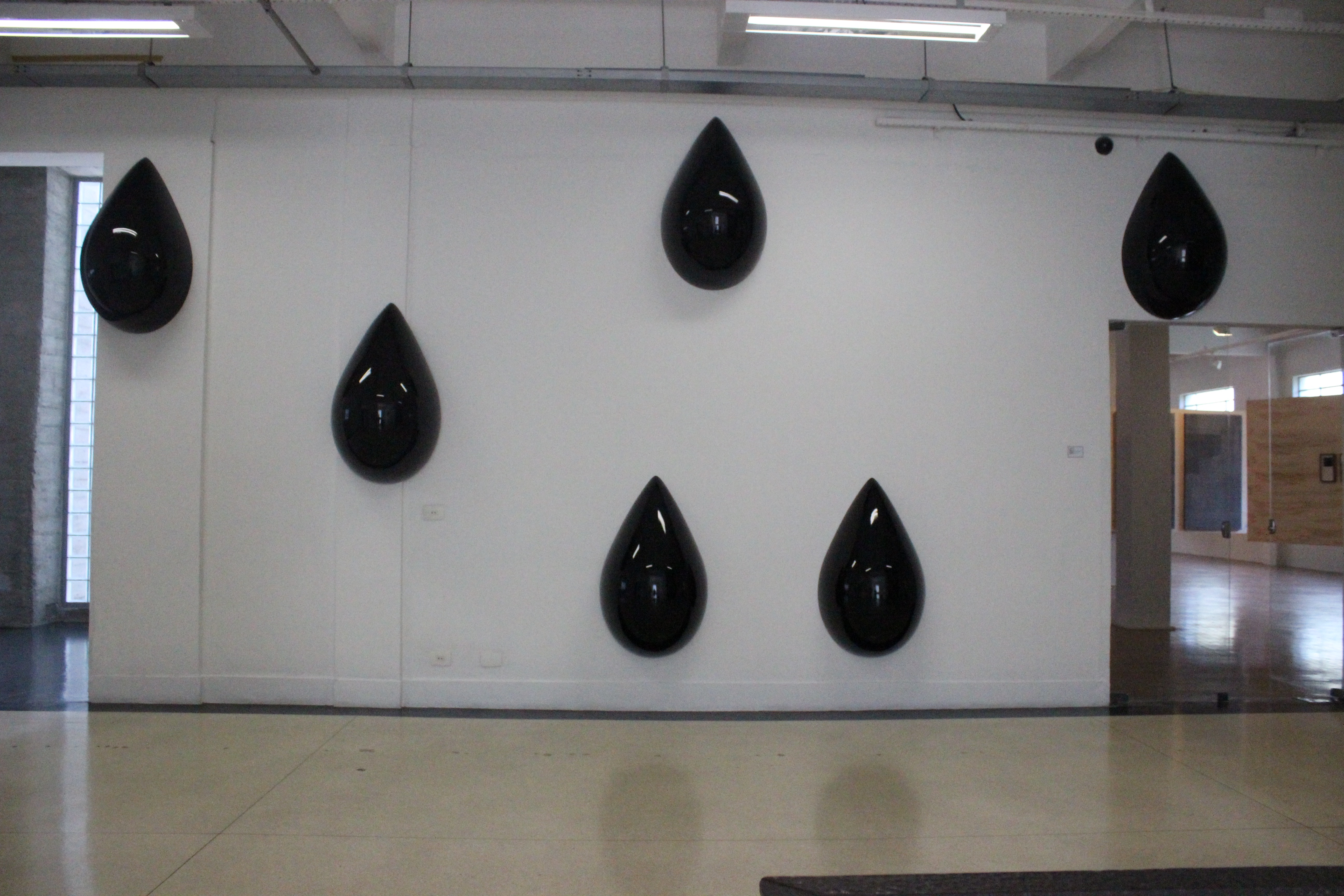
Exposição no segundo andar do Centro Universitário Maria Antonia da Universidade de São Paulo

Desde 1999, o Centro Universitário Maria Antonia é aberto para diversas manifestações culturais. Por ano, estabelece uma média de 20 exposições de arte a serem exibidas. Estas mostras abrangem artistas contemporâneos de diversas épocas e estilos, técnicas e correntes estéticas, que já possuem certo percurso e experiência no mercado, mas que encontram dificuldade em expor em galerias comerciais ou exposições coletivas. Dão vez, assim, para a pluralidade. O Maria Antonia recebe, também, mostras de arquitetura e de retrospectivas que visam a discussão sobre o passado recente da arte brasileira. O espaço aberto à arte busca dar visibilidade e estímulo aos artistas e também a jovens autores, pós-graduandos e formados pela USP, que são os responsáveis pela produção dos textos que acompanham as exposições. Consequentemente, a exibição de obras acontece paralelamente com a pesquisa e a reflexão crítica sobre arte e ao trabalho de sua equipe de pesquisa e mediação, que desenvolve projetos de atendimento a escolas da rede pública e à visitação espontânea às exposições.

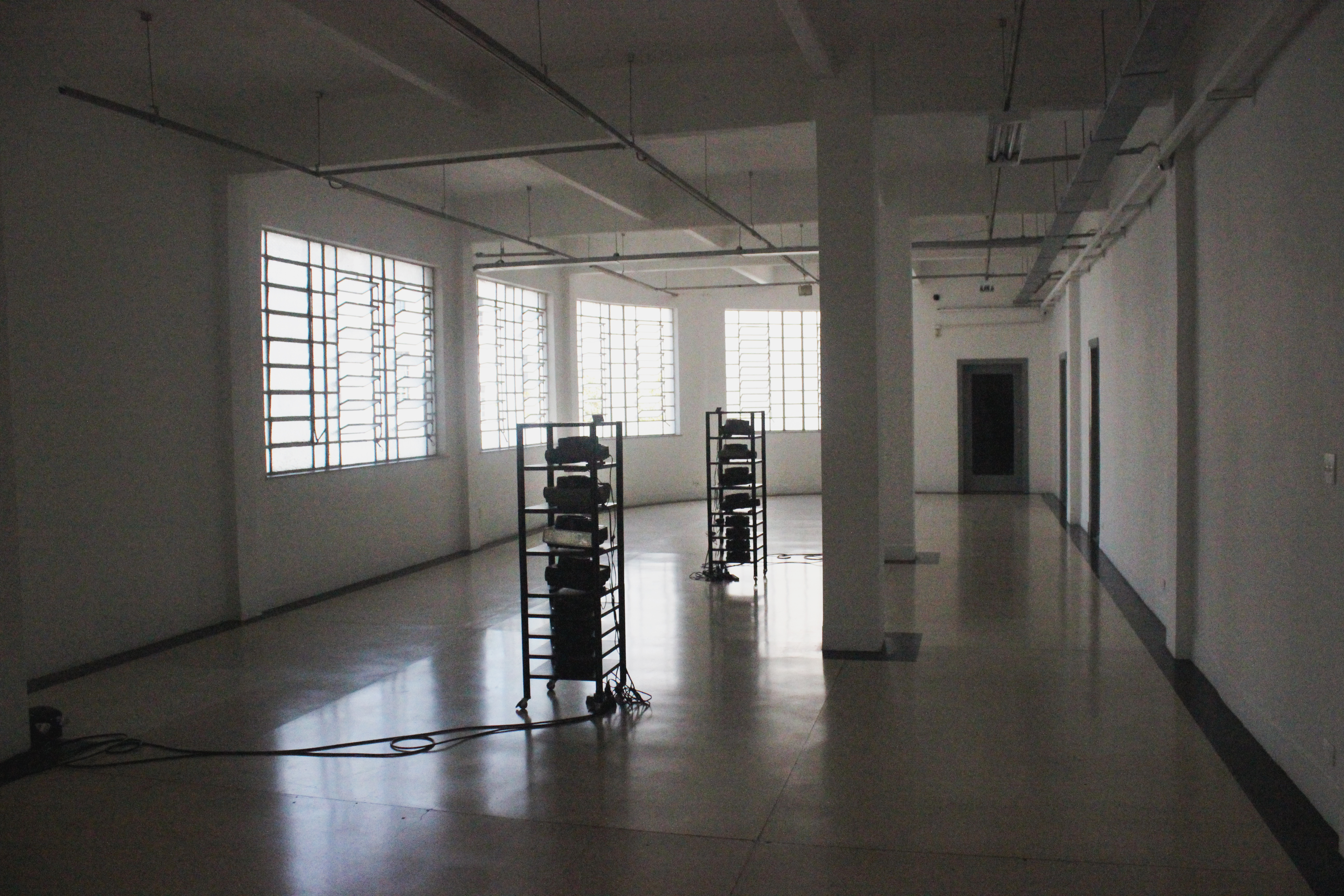
Exposição no Centro Universitário Maria Antonia da Universidade de São Paulo

Atualmente o Maria Antonia desenvolve sua programação nos Edifícios Rui Barbosa e Joaquim Nabuco. Em vinte anos de atuação, a instituição se firmou como polo de referência cultural na cidade, realizando atividades diversificadas e orientadas para um conceito abrangente de formação. O Centro possui espaços de exposição, auditórios e salas de aulas, nos quais abriga mostras de arte moderna e contemporânea, apresentações de música, projeção de filmes, cursos, seminários e debates, além da Biblioteca Gilda de Mello e Souza, com acervo bibliográfico e ampla documentação em suportes diversos, gerada por suas próprias atividades multidisciplinares e o Teatro da USP (TUSP), o qual recebe peças do Grupo TUSP e de diversas outras companhias.
A programação inclui atividades que visam a revitalização educativa e cultural da cidade, principalmente na região central. Dentre estas atividades, estão aquelas voltadas para a capacitação de professores da rede municipal e estadual que são feitas a partir de parcerias com outras instituições e órgãos públicos. O edifício Rui Barbosa abriga também organizações não-governamentais, como a SBPC e a Escola de Governo. Situado estrategicamente na região central de São Paulo, em área de grande concentração de instituições de cultura e ensino, o Centro Universitário Maria Antonia atende um público bastante diversificado.

## Restauração
A restauração foi viabilizada pela Universidade – através de sua Pró-reitora de Cultura e Extensão Universitária – e por parcerias com o Ministério da Cultura, a Secretaria de Estado da Educação e diversas empresas privadas, além da Associação de Amigos do Centro Universitário Maria Antonia. Os associados recebem diversos benefícios, como descontos e prioridades em diversas atividades.
O processo de restauro e reforma teve início no ano de 2002 e ficou a cargo da empresa Una arquitetos, que buscou manter as características históricas do prédio. Passou a fazer parte do edifício, um núcleo de arte contemporânea composto pelo Centro Universitário Maria Antonia, o Teatro da USP e o Instituto de Arte Contemporânea (IAC). A idealização do projeto buscou manter o carácter público que marcou a história do Centro Universitário Maria Antonia.
As alterações promovidas ocorreram nas fachadas principais, que segundo a Una arquitetos propõe uma nova relação do conjunto com a cidade. O espaço livre entre o prédio Rui Barbosa e Joaquim Nabuco foi aberto como espaço de lazer e mais um espaço público. A praça, no nível do rua, faz as conexões entre os prédios. No nível inferior, as variadas atividades de ambos os edifícios buscam ser conectadas por meio do pátio arborizado, o qual também é usado para apresentações teatrais. As mudanças no Edifício Joaquim Nabuco se deram de forma a atribuir ao espaço uma funcionalidade expositiva. Para isso, os pisos de madeira foram substituídos por módulos metálicos capazes de suportar cargas. O teatro, que permaneceu no subsolo, foi pensado de forma a ser um teatro flexível.

## Galeria

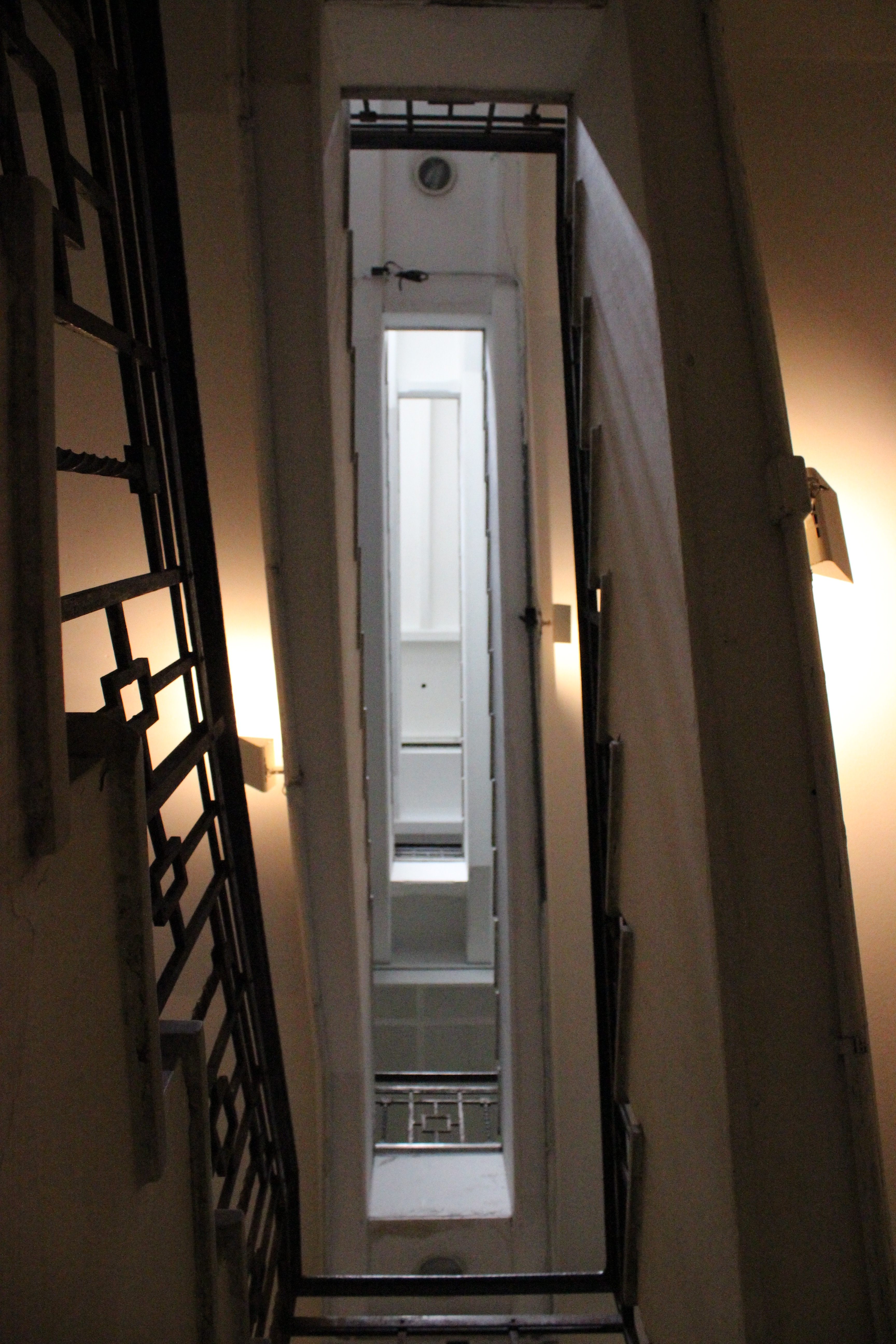
Escadaria do Centro Universitario Maria Antonia
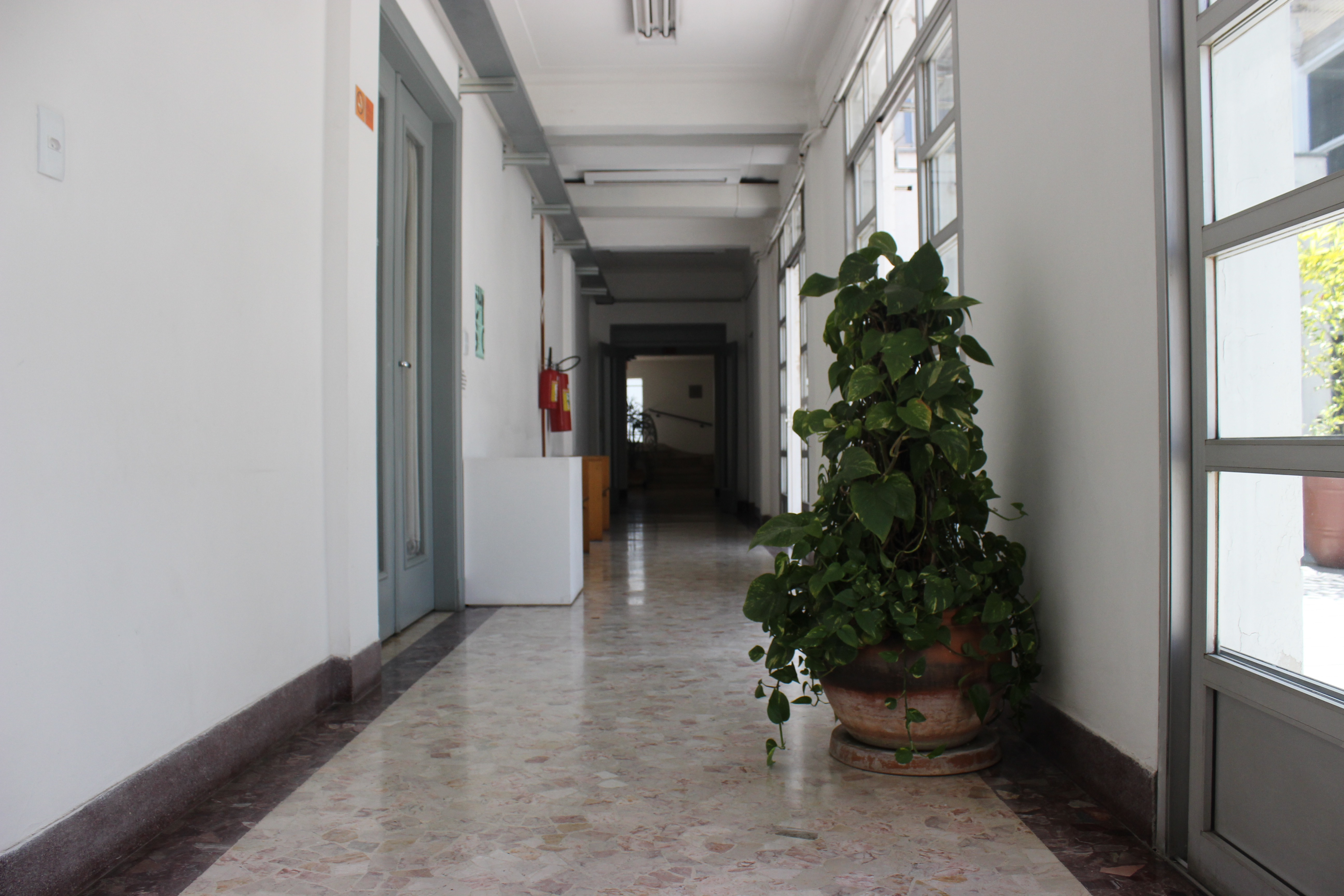
Corredor do andar da residência de Antônio de Sampaio Dória
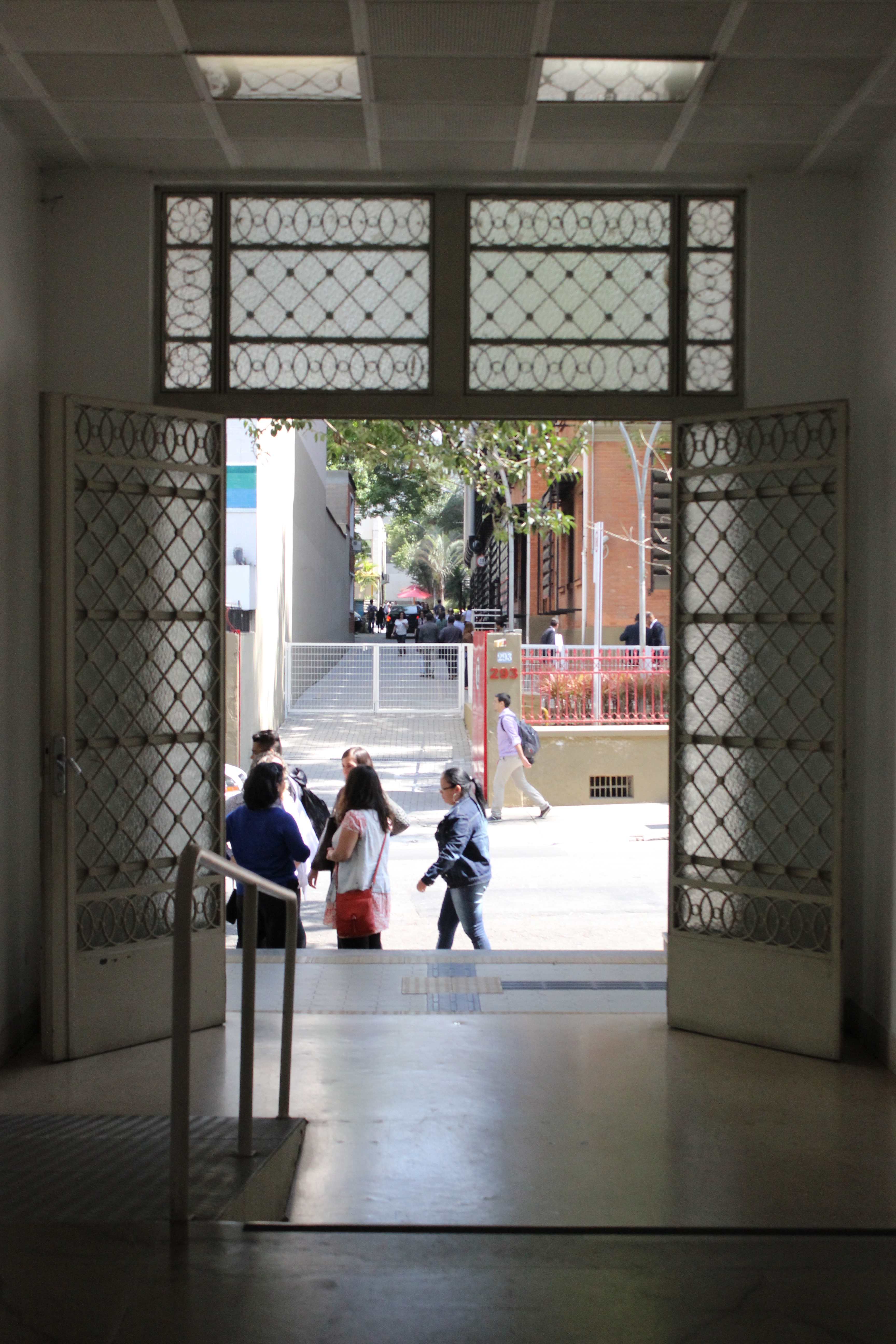
Porta principal do Centro Universitário Maria Antonia
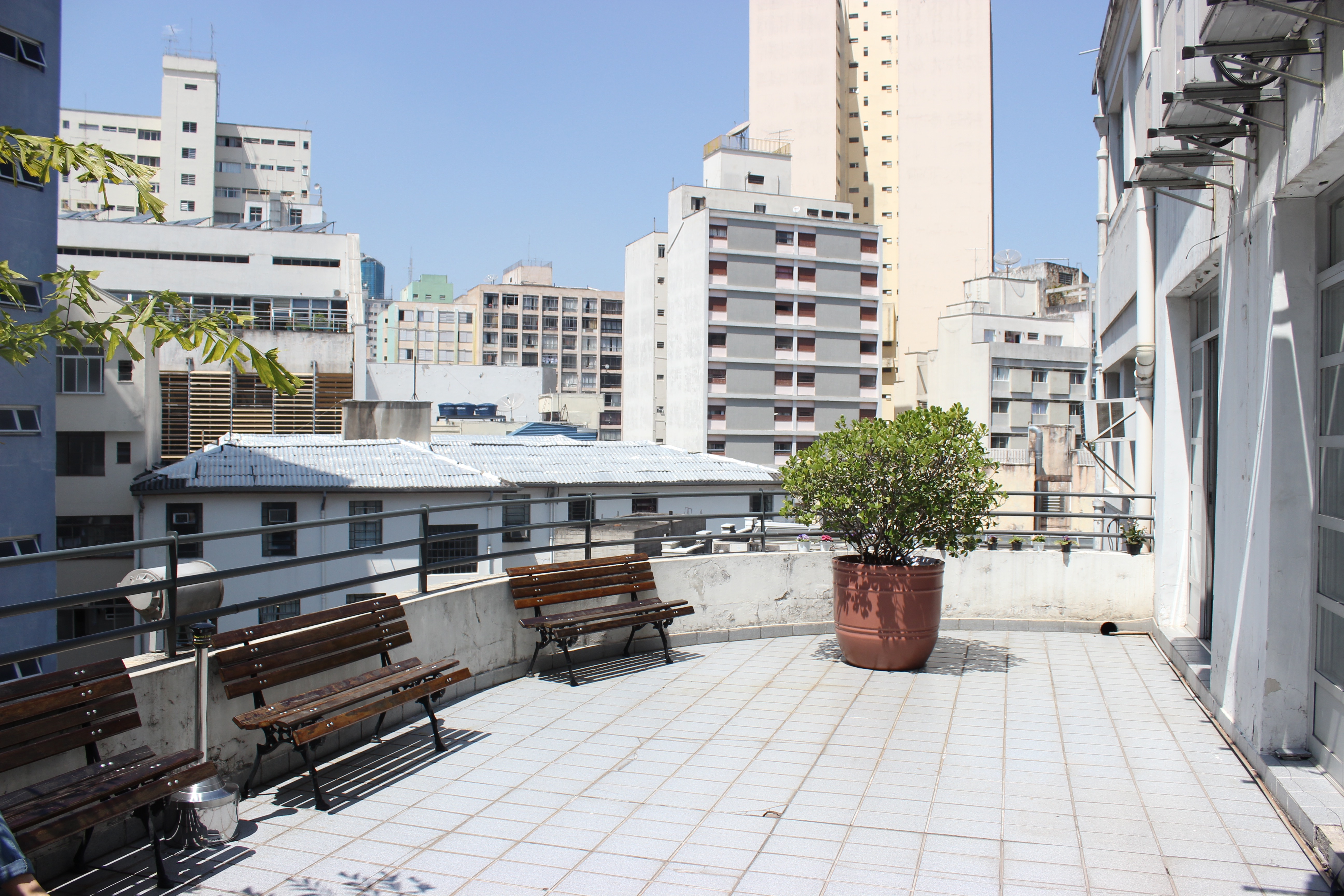
Varanda do Centro Universitário Maria Antonia